# Pont des Planches
Pour l’article homonyme, voir Pont des Planches d'Acquigny.
Le pont des Planches est un pont franchissant la Grande Eau à Ormont-Dessous, dans le canton de Vaud, en Suisse.

## Ponts Historiques

### Contexte historique et rôle
Avant la construction de la route reliant Aigle au Sépey par les Grands-Rochers entre 1835 et 1840, l’accès aux Ormonts s’effectuait par la rive gauche de la Grande Eau, en traversant le Bois de la Cheneau. Le chemin historique, partiellement visible aujourd’hui, longeait ce qui est désormais la ligne de l’ASD (Aigle-Sépey-Diablerets). À Exergillod, il se divisait en deux embranchements : l’un rejoignait La Forclaz et Ormont-Dessus via Les Larrets et Les Granges, tandis que l’autre descendait au Pont de La Tine pour atteindre Le Sépey par le sud, en traversant les terrains instables de La Frasse.
Le vieux pont des Planches jouait un rôle central dans ce réseau, permettant aux habitants de La Forclaz de rejoindre Le Sépey et Cergnat, alors centres politiques et religieux de la commune. Les archives du XVIIIe siècle désignent souvent ce pont sous le nom de "Pont des Moulins", soulignant son importance pour les déplacements et les activités économiques locales.

### Le pont de 1743[1]
Dans une chronique rédigée au début du XIXe siècle, Jean-Louis Duplan, lieutenant de milice d’Ormont-Dessus, rapporte des récits historiques évoquant la destruction du pont des Planches lors de la crue de 1740. Cet événement dramatique survint alors qu’un paysan du hameau de Rosex s’apprêtait à franchir le pont. Contraint de modifier son itinéraire, il dut descendre jusqu’au "Pont de La Tine ou de La Vaud" pour rejoindre ses terres aux Échenards.
Face à cette situation, le 4 octobre 1743, les habitants d’Ormont-Dessous se réunirent en conseil et confièrent la reconstruction du pont à Jean Borloz, ancien justicier de la région. Le projet prévoyait la construction d’un mur à l’emplacement de celui de l’ancien pont au sud, la taille d’une encoche dans le roc sur la rive nord, et l’installation de trois poutres en bois dur, supportant une chaussée composée de planches chevillées.
Les plans furent confiés à Isaac-Gamaliel de Rovéréaz, directeur des mines de sel de Bex, qui supervisait alors l’exploration des sources salées du Chamossaire. Après l’achèvement des travaux à l’automne 1744, Rovéréaz inspecta l’ouvrage et, dans un billet daté du 3 octobre, jugea le pont conforme à ses plans, le décrivant comme "fait à peu près suivant le plan que j'en ai dressé, et le crois assez solide et de durée."

### Le pont de 1778

#### Conception et construction[1]

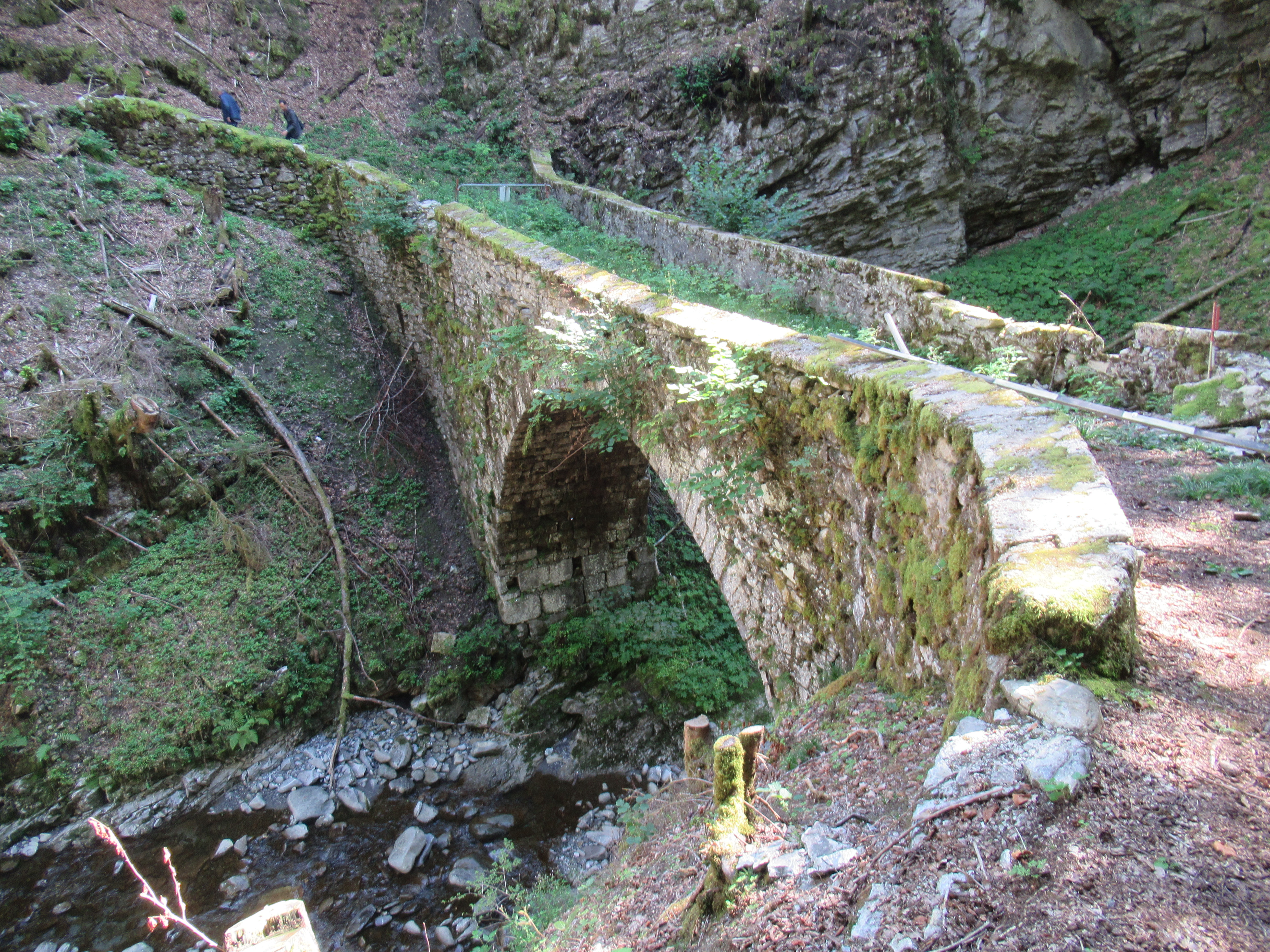
Ancien pont des Planches avant réfection (2021)

Dans les années 1770, le Conseil général envisage de remplacer l'ancien pont de bois par une structure entièrement en maçonnerie. En 1775, Maître François Giroud, entrepreneur de Veytaux, est mandaté pour cette tâche. Une convention, signée le 26 février 1776, détaille les travaux à effectuer, incluant les voies d’accès reliant le pont aux chemins existants. Le contrat prévoit une rémunération de 5 000 florins, payable à l’achèvement des travaux initialement espéré pour l’automne 1776.
Cependant, les délais s’avèrent trop optimistes. En mai 1777, des injonctions pressent l’entrepreneur d’accélérer les travaux, car le vieux pont de bois menace de s’effondrer. En 1778, face à de nouveaux retards, François Giroud est sommé de terminer l’ouvrage sous peine de perdre la subvention promise par les autorités bernoises.
Les travaux du gros œuvre s’achèvent à l’été 1778, sous la supervision de Surdet d’Aigle, auteur des plans. Des précautions techniques sont imposées, notamment l’utilisation de sable lavé et la taille spécifique des pierres. Une expertise complémentaire est confiée au maître maçon Jean Weibel. La reconnaissance officielle de l’ouvrage a lieu en avril 1779, et les finitions sont achevées à l’automne. Le paiement final est effectué le 24 octobre 1779.
Le pont des Planches a été construit selon des méthodes comparables à celles du pont de La Tine, bien que ce dernier soit plus ancien. En 1729, les syndics de la commune d'Ormont-Dessous ont conclu une convention avec trois maîtres maçons pour reconstruire le pont de Lavau (ancien nom du pont de La Tine), un lieu-dit encore utilisé au XVIIIe siècle,.

#### Histoire et utilisation
En 1798, lors de la révolution vaudoise contre l'occupation bernoise, un détachement bernois qui se rendait dans la région d'Aigle fut attaqué par les troupes françaises au pont des Planches et battu.
Pendant plus de deux siècles, le pont des Planches supporte les aléas climatiques, notamment les intempéries de novembre 1870, décrites par le Messager des Alpes comme une épreuve surmontée grâce à sa robustesse. Réparé en 1815, il reste un passage stratégique jusqu’à la construction du pont rail-route en 1913.
Le premier tronçon de route reliant La Forclaz au Sépey par les Planches est inauguré en 1922, rendant le vieux pont obsolète.

#### Restauration et état actuel

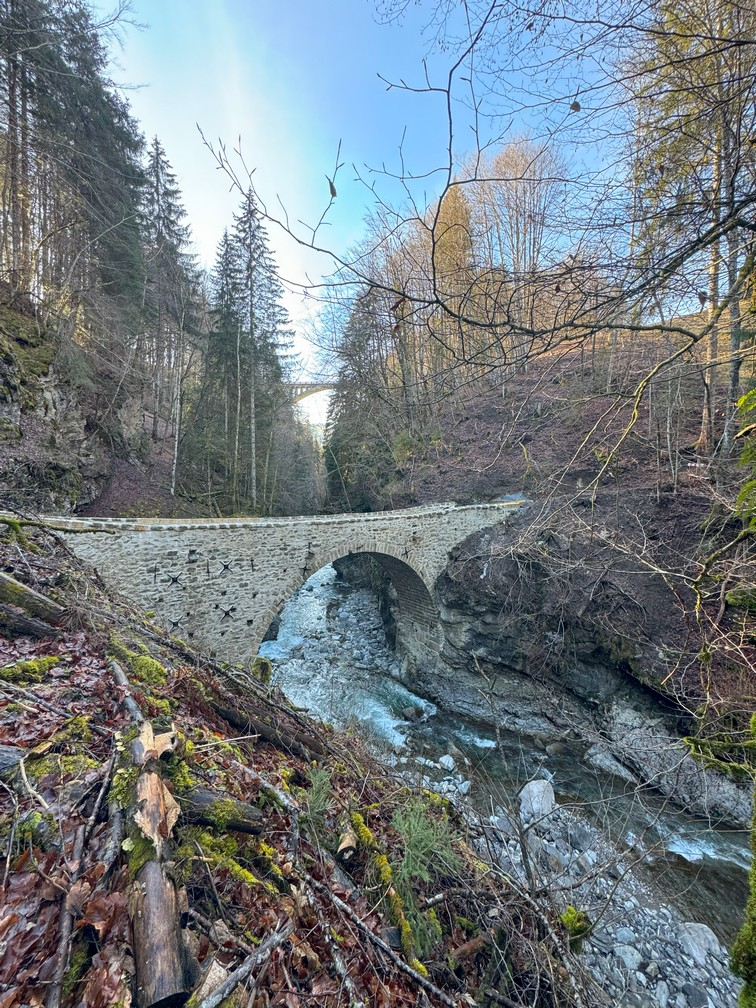
Ancien pont des Planches après réfection (2024)

En 1968, le pont des Planches est classé Monument historique, avec des réparations sommaires des parapets. Une fiche de recensement architectural mise à jour en 1993 le classe parmi les monuments non protégés avec une note de 2. Cependant, il ne bénéficie pas d’un entretien régulier. La végétation l’envahit, menaçant son intégrité structurelle.

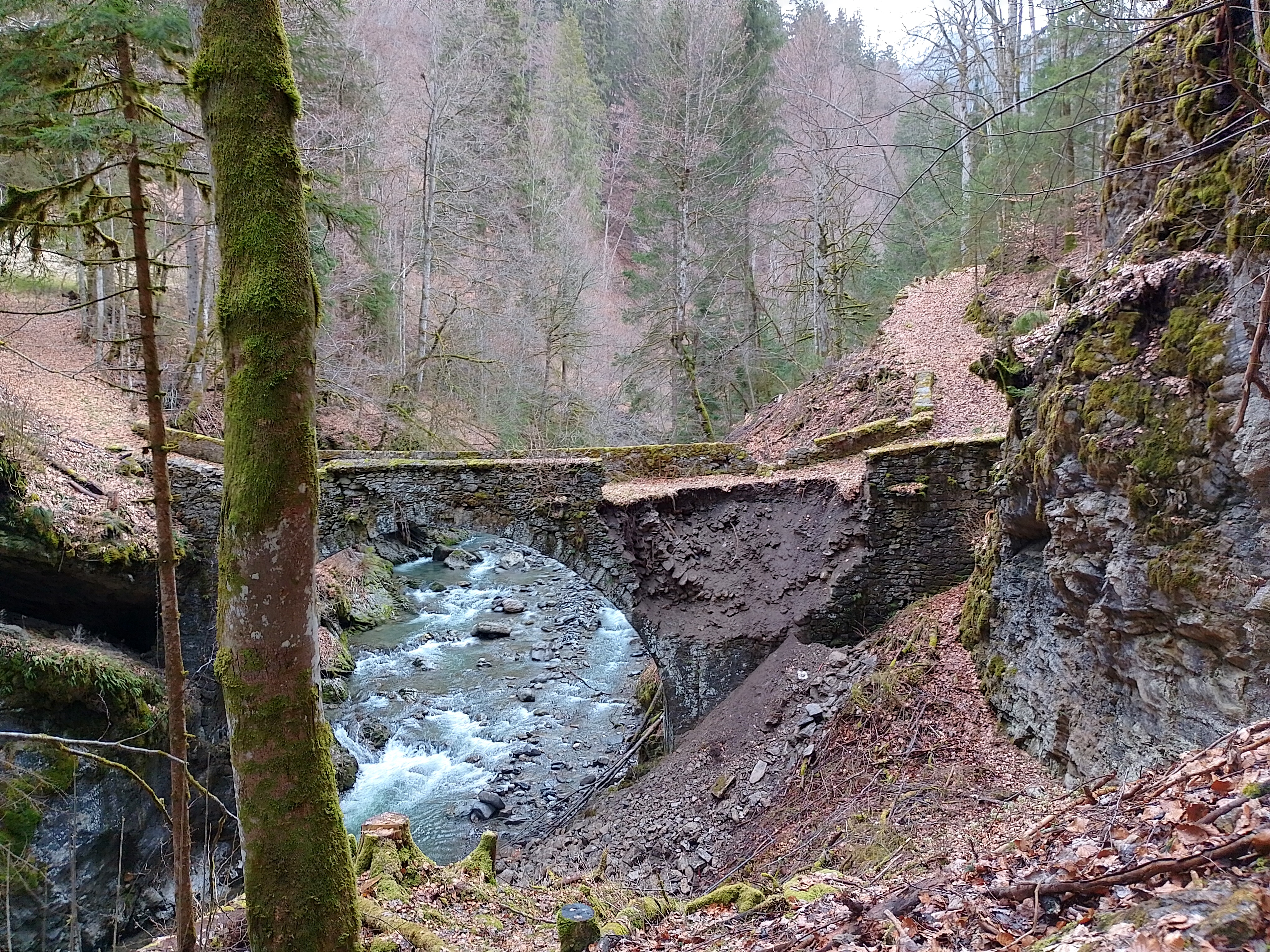
Effondrement du côté aval (2023)

En 2015, le pont est fermé en raison d’un risque d’effondrement causé par l’affaissement de la chaussée sur le côté aval.
En décembre 2021, l’Association des Amis du Pont des Planches de 1778 est fondée, avec pour objectif de restaurer l’ouvrage. Une recherche de fonds est lancée pour financer des travaux initialement estimés à 500 000 francs,.
En mars 2023, un pan complet du pont s’effondre, nécessitant une révision des calculs et des travaux prévus.
Finalement, après plusieurs mois de travaux, le pont est inauguré à nouveau le 25 mai 2024.

## Pont routier et ferroviaire de 1919

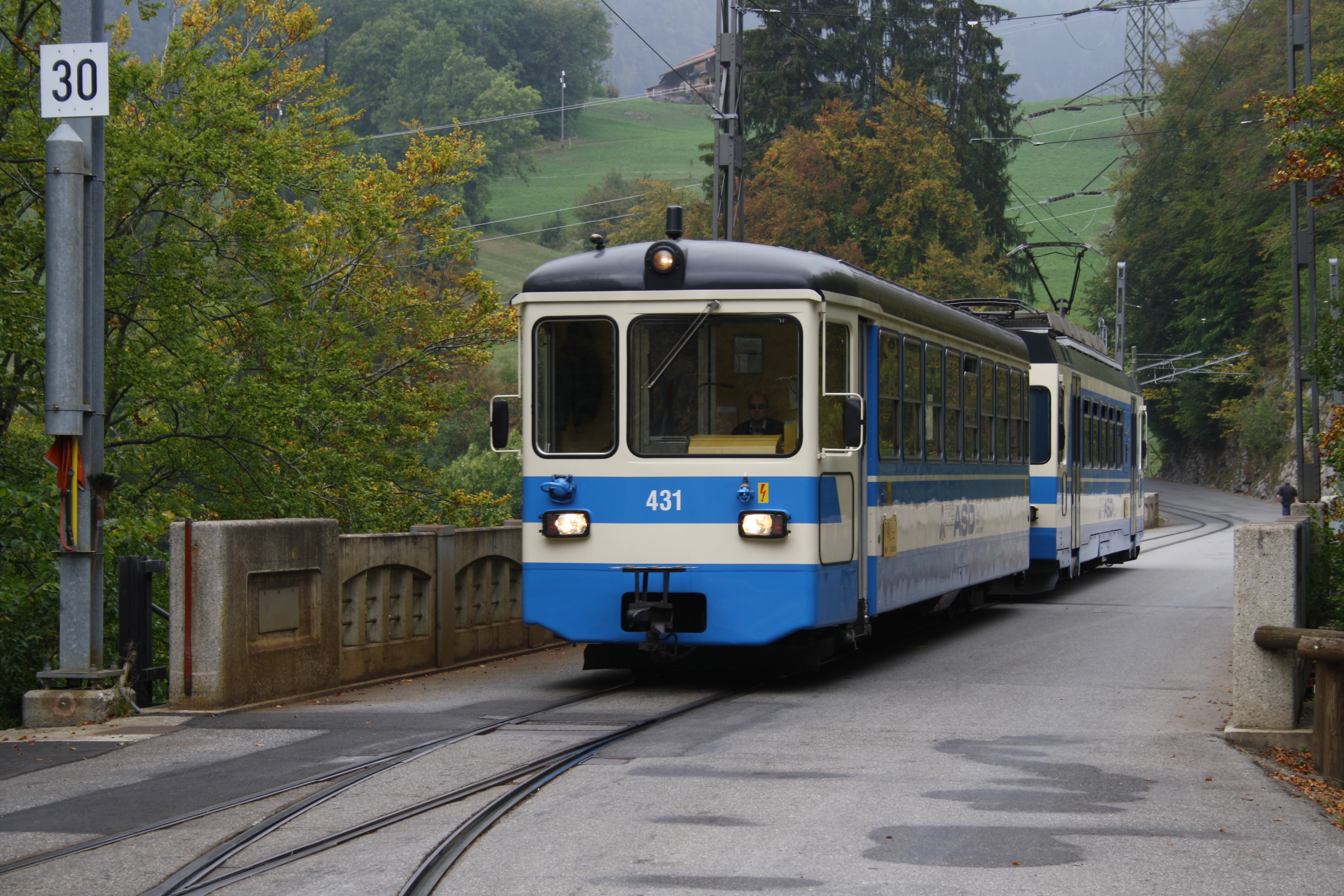
Train ASD franchissant le pont

Afin de faire passer une voie ferrée par-dessus la Grande Eau pour relier Le Sépey, le pont actuel fut construit du printemps 1912 à la fin décembre 1913 par l'ingénieur Louis-François de Vallière qui proposa, pour cette réalisation le système de béton armé mis en place par Josef Melan. Inauguré en 1919, il est alors le pont réalisé selon ce système ayant la plus grande portée libre. La route et la ligne ferroviaire Aigle-Sépey-Diablerets se partagent le tablier.

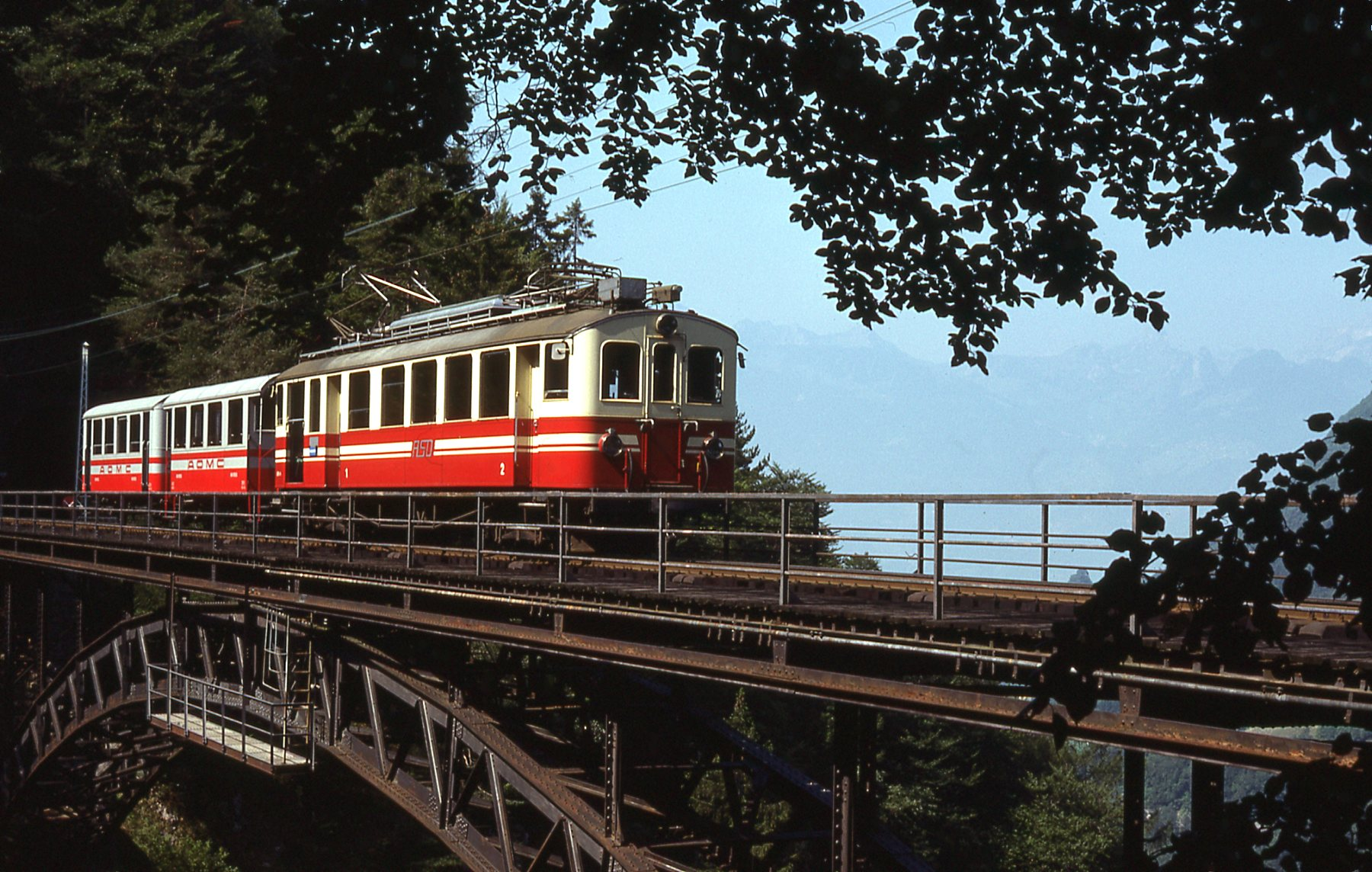
Le pont du Vanel

L’échafaudage de bois ayant servi à bâtir le pont a été réutilisé pour construire le pont du Vanel, situé 5 kilomètres en aval sur la même ligne. Les deux arcs sont donc de construction différentes (celui du Vanel est en poutres d'acier), mais de profil identique.
Le pont est inscrit comme bien culturel suisse d'importance nationale. Il a subi une importante rénovation au début du XXIe siècle, rendue nécessaire pour supporter les contraintes du trafic actuel, tout en maintenant son aspect d'origine.